# Tatarovina
Tatarovina (en serbe cyrillique : Татаровина) est un village du nord du Monténégro, dans la municipalité de Pljevlja.

## Démographie

### Évolution historique de la population
| 1948 | 1953 | 1961 | 1971 | 1981 | 1991 | 2003 |
| ---- | ---- | ---- | ---- | ---- | ---- | ---- |
| 11   | 15   | 20   | 19   | 18   | 10   | 6    |